# İncirpınarı, Erfelek
İncirpınarı là một xã thuộc huyện Erfelek, tỉnh Sinop, Thổ Nhĩ Kỳ. Dân số thời điểm năm 2011 là 380 người.